# Caleb Plant
Caleb Hunter Plant (Ashland City, 8 luglio 1992) è un pugile statunitense.
Soprannominato "Sweet Hands", è stato detentore del titolo mondiale IBF dei pesi supermedi dal 2019 al 2021.

## Biografia
Nato in una famiglia povera nel comune rurale di Ashland City, nello Stato del Tennessee, cresce in un contesto difficile: inizia a praticare il pugilato all'età di 8 anni, mentre in età adolescenziale l'attività di spacciatore gli permette di aiutare la famiglia e in particolare la madre Beth, dipendente dalla droga. Fortenemente sostenuto dal padre Richie nel sogno di divenire pugile, più tardi si trasferisce a Nashville per trovare un'occupazione.
Nel 2015 la figlia Alia, nata da una relazione con la ex-compagna Carman Briscoe-Lee e affetta da una malattia congenita, è deceduta all'età di un anno dopo che il pugile aveva deciso di interromperne la rianimazione a seguito di una polmonite.
Dal 2016 è legato sentimentalmente alla giornalista sportiva Jordan Hardy.

## Carriera

### Dilettantismo
Dopo aver praticato pugilato amatoriale per tutta la propria adolescenza, la sua carriera amatoriale culmina nel 2011 con la vittoria della medaglia d'argento ai campionati nazionali Golden Gloves, nella categoria dei pesi mediomassimi. L'anno seguente è invece tra le riserve della squadra statunitense di pugilato di Londra 2012.
Termina la propria carriera da dilettante con un record di 90 vittorie e 20 sconfitte.

### Professionale
Plant compie il suo debutto da professionista il 10 maggio 2014 come assistito del noto manager Al Haymon, sconfiggendo il connazionale Travis Davidson per KO alla prima ripresa. Nei suoi primi nove incontri mostra quindi una spiccata propensione al rischio e al knockout – caratteristiche che andranno tuttavia poi perse – vincendo prima del limite in otto di essi. Con alle proprie spalle 18 vittorie consecutive e nessuna sconfitta, si presenta al panorama boxistico mondiale nel gennaio 2019 fregiandosi della cintura IBF dei pesi supermedi ai danni del campione in carica José Uzcátegui (28-2; 23 KO), quest'ultimo battuto al termine di dodici riprese dopo essere stato atterrato in due occasioni.
Le prime due difese del titolo lo vedono impegnato contro l'imbattuto Mike Lee (21-0; 11 KO) e il prospetto tedesco Vincent Feigenbutz (31-2; 28 KO), fermati rispettivamente alla terza e alla decima ripresa. Rimasto poi fermo per tutto il 2020 a causa della pandemia di COVID-19, torna sul ring nel gennaio 2021 superando ai punti lo sfidante Caleb Truax (31-4-2; 19 KO e 1 NC) e mettendo così a referto la terza difesa mondiale. Con alle proprie spalle un record di 21 vittorie e nessuna sconfitta, il 6 novembre seguente affronta a Las Vegas il messicano Saúl Álvarez (56-1-2; 38 KO) in un match di unificazione per decretare il primo campione indiscusso – e quindi in possesso dei mondiali WBA (Super), WBC, WBO, IBF e The Ring – della storia dei supermedi, venendo tuttavia battuto per KO tecnico all'undicesimo round.